# Copa Colsanitas 2006
Il Copa Colsanitas 2006, noto anche come Copa Colsanitas Seguros Bolivar 2006 per motivi di sponsorizzazione, è stato un torneo di tennis giocato sulla terra rossa. È stata la 9ª edizione del Copa Colsanitas, che fa parte della categoria Tier III nell'ambito del WTA Tour 2006. Si è giocato al Club Campestre El Rancho di Bogotà in Colombia, dal 20 al 26 febbraio 2006.

## Campionesse

### Singolare
Lourdes Domínguez Lino ha battuto in finale  Flavia Pennetta con il punteggio di 7–6(3), 6–4

### Doppio
Gisela Dulko /  Flavia Pennetta hanno battuto in finale  Ágnes Szávay /  Jasmin Wöhr con il punteggio di 7–6(1), 6–1